# Bega's Battle
Bega's Battle è un videogioco arcade commercializzato nel 1983, che utilizza tramite laserdisc alcune sequenze del film d'animazione giapponese Harmagedon - La guerra contro Genma. Fu il primo gioco di questo tipo prodotto dalla Data East.

## Trama
Bega's Battle è caratterizzato da una trama ramificata e non lineare.
Nel gioco figurano gli stessi personaggi del film. Il giocatore controlla il personaggio del robot Bega (Vega nella versione in italiano dell'anime), il cui obiettivo è quello di fermare le forze nemiche di Genma che stanno tentando di invadere la Terra, recuperando contemporaneamente i suoi tre amici rapiti.

## Modalità di gioco
Simile ad Astron Belt, utilizza le sequenze del film principalmente per gli sfondi, mentre il gameplay effettivo di gioco consiste in uno sparatutto a schermata fissa, in cui ci si muove orizzontalmente alla base dello schermo e si spara verso l'alto ad avversari volanti, come in Space Invaders o Juno First. 
Inoltre Bega's Battle utilizza alcune sequenze di intermezzo per sviluppare la trama fra un livello e l'altro. Anni dopo, questo sistema sarebbe diventato l'approccio standard nella narrazione delle trame dei videogiochi.

## Curiosità
Il punteggio maggiore per Bega's Battle fu stabilito da Steve Harris, futuro fondatore di Electronic Gaming Monthly, il 28 luglio 1983.